# Кутија (филм)
Кутија (енгл. The Box) је српски филм из 2011. године. Режирала га је Андријана Стојковић, по сценарију који је написала заједно са Славољубом Станковићем. 
Филм је своју премијеру имао 24. јуна 2011. године у Новом Саду на Филмском фестивалу Синема сити.

## Радња
Година је 1992. Југославија се распада. Стотине амбасада се затвара и напуштају земљу. Три младића из Београда пакују њихове ствари. Филм који открива како дипломате живе у ствари, како заиста изгледа бити затворен, како се убрзано одраста.

## Улоге
| Глумац           | Улога  |
| ---------------- | ------ |
| Иван Ђорђевић    | Цврле  |
| Марко Јанкетић   | Били   |
| Слободан Негић   | Владан |
| Горан Радаковић  |        |
| Срђан Тодоровић  | Аца    |
| Steve Agnew      |        |
| Peter J. Chaffey |        |
| Драгана Дабовић  |        |